# Partecipanti alla Coppa Sabatini 2024
Elenco dei partecipanti alla Coppa Sabatini 2024.
La Coppa Sabatini 2024 è stata la settantaduesima edizione della corsa. Alla competizione presero parte 23 squadre: 8 con licenza UCI World Tour 2024, 11 UCI ProTeam e 4 UCI Continental Team.
Partenza con 157 ciclisti accreditati.

## Corridori per squadra
Nota: R ritirato, NP non partito, FT fuori tempo, SQ squalificato
| UAE Team Emirates               | UAE Team Emirates               | UAE Team Emirates               | Arkéa-B&B Hotels               | Arkéa-B&B Hotels               | Arkéa-B&B Hotels               | Astana Qazaqstan Team  | Astana Qazaqstan Team  | Astana Qazaqstan Team  |
| ------------------------------- | ------------------------------- | ------------------------------- | ------------------------------ | ------------------------------ | ------------------------------ | ---------------------- | ---------------------- | ---------------------- |
| N°                              | Ciclista                        | Clas.                           | N°                             | Ciclista                       | Clas.                          | N°                     | Ciclista               | Clas.                  |
| 1                               | Marc Hirschi                    | 1°                              | 11                             | Vincenzo Albanese              | 9°                             | 21                     | Davide Ballerini       | R                      |
| 2                               | Sjoerd Bax                      | R                               | 12                             | Louis Barré                    | R                              | 22                     | Henok Mulubrhan        | R                      |
| 3                               | Jan Christen                    | R                               | 13                             | Jenthe Biermans                | 23°                            | 23                     | Evgenij Fëdorov        | R                      |
| 4                               | Alessandro Covi                 | 41°                             | 14                             | C. Champoussin                 | 17°                            | 24                     | Aleksej Lucenko        | 55°                    |
| 5                               | Luca Giaimi                     | R                               | 15                             | Louis Rouland                  | 59°                            | 25                     | Christian Scaroni      | R                      |
| 6                               | Vegard S. Laengen               | R                               | 16                             | Baptiste Gillet                | R                              | 26                     | Daniil Marukhin        | R                      |
| 7                               | Diego Ulissi                    | 13°                             | 17                             | Alessandro Verre               | R                              | 27                     | Jesus Miguel Goyo      | R                      |
| Cofidis                         | Cofidis                         | Cofidis                         | EF Education-EasyPost          | EF Education-EasyPost          | EF Education-EasyPost          | Movistar Team          | Movistar Team          | Movistar Team          |
| N°                              | Ciclista                        | Clas.                           | N°                             | Ciclista                       | Clas.                          | N°                     | Ciclista               | Clas.                  |
| 31                              | Benjamin Thomas                 | 57°                             | 41                             | Simon Carr                     | R                              | 51                     | William Barta          | R                      |
| 32                              | Simon Geschke                   | 33°                             | 42                             | Esteban Chaves                 | 29°                            | 52                     | Davide Formolo         | 11°                    |
| 33                              | Ben Hermans                     | R                               | 43                             | Hugh Carthy                    | 51°                            | 53                     | Gregor Mühlberger      | 2°                     |
| 34                              | Axel Mariault                   | R                               | 44                             | Jardi van der Lee              | R                              | 54                     | Antonio Pedrero        | R                      |
| 35                              | Stefano Oldani                  | 22°                             | 45                             | Georg Steinhauser              | 6°                             | 55                     | Iván Romeo             | 58°                    |
| 36                              | Hugo Toumire                    | R                               | 46                             | Yuhi Todome                    | R                              | 56                     | Javier Romo            | R                      |
| 37                              | Filip Gruszczynski              | R                               |                                |                                |                                | 57                     | Lorenzo Milesi         | R                      |
| Red Bull-Bora-Hansgrohe         | Red Bull-Bora-Hansgrohe         | Red Bull-Bora-Hansgrohe         | Team Jayco AlUla               | Team Jayco AlUla               | Team Jayco AlUla               | Bingoal WB             | Bingoal WB             | Bingoal WB             |
| N°                              | Ciclista                        | Clas.                           | N°                             | Ciclista                       | Clas.                          | N°                     | Ciclista               | Clas.                  |
| 61                              | Emanuel Buchmann                | R                               | 71                             | Davide De Pretto               | 15°                            | 81                     | Floris De Tier         | R                      |
| 62                              | Alexander Hajek                 | 10°                             | 72                             | Anders Foldager                | 3°                             | 82                     | Louka Matthys          | R                      |
| 63                              | Emil Herzog                     | R                               | 74                             | Jesús David Peña               | R                              | 83                     | Johan Meens            | 47°                    |
| 65                              | Anton Palzer                    | R                               | 75                             | Alastair MacKellar             | R                              | 84                     | Dimitri Peyskens       | R                      |
| 66                              | Ben Zwiehoff                    | R                               | 76                             | Pavel Novák                    | R                              | 85                     | Marco Tizza            | 16°                    |
|                                 |                                 |                                 | 77                             | Welay Berhe                    | R                              | 86                     | Aaron Van der Beken    | R                      |
|                                 |                                 |                                 | 87                             | Giacomo Villa                  | R                              |                        |                        |                        |
| Burgos-BH                       | Burgos-BH                       | Burgos-BH                       | Caja Rural-Seguros RGA         | Caja Rural-Seguros RGA         | Caja Rural-Seguros RGA         | Corratec Vini Fantini  | Corratec Vini Fantini  | Corratec Vini Fantini  |
| N°                              | Ciclista                        | Clas.                           | N°                             | Ciclista                       | Clas.                          | N°                     | Ciclista               | Clas.                  |
| 91                              | Marc Cabedo                     | R                               | 101                            | Jefferson Cepeda               | 39°                            | 111                    | Alexandre Balmer       | R                      |
| 92                              | José Manuel Díaz                | 28°                             | 102                            | Abel Balderstone               | R                              | 112                    | Valerio Conti          |                        |
| 93                              | Sergio Chumil                   | R                               | 103                            | Eduard Prades                  | 25°                            | 113                    | Matteo Amella          | R                      |
| 94                              | Eric Fagúndez                   | 53°                             | 104                            | Sebastian Berwick              | R                              | 114                    | Kyrylo Carenko         | 37°                    |
| 95                              | Victor Langellotti              | R                               | 105                            | Tomas Silva                    | 26°                            | 115                    | Antoine Debons         | R                      |
| 96                              | Sinuhé Fernández                | R                               | 106                            | Orluis Aular                   | 8°                             | 116                    | Andrij Ponomar         | R                      |
| 97                              | Ander Okamika                   | 36°                             | 107                            | Joel Nicolau                   | 56°                            | 117                    | Kristian Sbaragli      | 4°                     |
| Equipo Kern Pharma              | Equipo Kern Pharma              | Equipo Kern Pharma              | Q36.5 Pro Cycling Team         | Q36.5 Pro Cycling Team         | Q36.5 Pro Cycling Team         | Team Polti Kometa      | Team Polti Kometa      | Team Polti Kometa      |
| N°                              | Ciclista                        | Clas.                           | N°                             | Ciclista                       | Clas.                          | N°                     | Ciclista               | Clas.                  |
| 121                             | Jon Agirre                      | R                               | 131                            | Gianluca Brambilla             | 19°                            | 141                    | Davide Bais            | R                      |
| 122                             | Hugo Aznar                      | 43°                             | 132                            | Nicolò Parisini                | 44°                            | 142                    | Andrea Pietrobon       | 61°                    |
| 123                             | Haimar Etxeberria               | 18°                             | 133                            | Matteo Badilatti               | R                              | 143                    | Davide De Cassan       | 31°                    |
| 124                             | Jordi López                     | R                               | 134                            | Walter Calzoni                 | 34°                            | 144                    | Javier Serrano         | 62°                    |
| 125                             | Mikel Retegi                    | R                               | 135                            | Manuel Oioli                   | 49°                            | 145                    | Germán Darío Gómez     | R                      |
| 126                             | Diego Uriarte                   |                                 | 136                            | Marcel Camprubi                | 50°                            | 146                    | Davide Piganzoli       | 24°                    |
| 127                             | Carlos García Pierna            | 54°                             | 137                            | Travis Stedman                 | 60°                            | 147                    | Fernando Tercero       | R                      |
| TDT-Unibet                      | TDT-Unibet                      | TDT-Unibet                      | TotalEnergies                  | TotalEnergies                  | TotalEnergies                  | Tudor Pro Cycling Team | Tudor Pro Cycling Team | Tudor Pro Cycling Team |
| N°                              | Ciclista                        | Clas.                           | N°                             | Ciclista                       | Clas.                          | N°                     | Ciclista               | Clas.                  |
| 151                             | Adam Ťoupalík                   | 38°                             | 161                            | Steff Cras                     | R                              | 171                    | Marco Brenner          | R                      |
| 152                             | Charlie Paige                   | R                               | 162                            | Valentin Ferron                | R                              | 172                    | Robin Donzé            | R                      |
| 153                             | Baptiste Huyet                  | 42°                             | 163                            | Mattéo Vercher                 | 12°                            | 173                    | Aloïs Charrin          | R                      |
| 154                             | Axel Huens                      | 5°                              | 164                            | Jordan Jegat                   | 21°                            | 174                    | Simon Pellaud          | R                      |
| 155                             | Cedrik Christophersen           | 48°                             | 165                            | Alan Jousseaume                | R                              | 175                    | Séb. Reichenbach       | 46°                    |
| 156                             | Jelle Johannink                 | 20°                             | 166                            | Pierre Latour                  | R                              | 176                    | Michael Storer         | 7°                     |
| 157                             | Owen Geleijn                    | R                               | 167                            | Alexis Vuillermoz              | 40°                            | 177                    | Mathys Rondel          | R                      |
| VF Group-Bardiani CSF-Faizanè   | VF Group-Bardiani CSF-Faizanè   | VF Group-Bardiani CSF-Faizanè   | MG.K Vis Colors for Peace      | MG.K Vis Colors for Peace      | MG.K Vis Colors for Peace      | Petrolike              | Petrolike              | Petrolike              |
| N°                              | Ciclista                        | Clas.                           | N°                             | Ciclista                       | Clas.                          | N°                     | Ciclista               | Clas.                  |
| 181                             | Federico Biagini                | R                               | 191                            | Davide Bauce                   | R                              | 201                    | Diego Camargo          | R                      |
| 182                             | Lorenzo Conforti                | R                               | 192                            | Simone Carrò                   | R                              | 202                    | Jose Juan Prieto       | R                      |
| 183                             | Filippo Fiorelli                | R                               | 193                            | Francesco Carollo              | R                              | 203                    | Edgar Cadena           | 35°                    |
| 184                             | Alessandro Pinarello            | R                               | 194                            | Mattia Di Felice               | R                              | 204                    | Alejandro Callejas     | R                      |
| 185                             | Martin Marcellusi               | 52°                             | 195                            | Ben Granger                    | R                              | 205                    | Cesar Macias           | R                      |
| 186                             | Filippo Magli                   | 45°                             | 196                            | Gaddo Gavilli                  | R                              | 206                    | Mauricio Zapata        | 32°                    |
| 187                             | Giulio Pellizzari               | 14°                             | 197                            | Matteo Spreafico               | R                              | 207                    | José Antonio Prieto    | R                      |
| Team Technipes #inEmiliaRomagna | Team Technipes #inEmiliaRomagna | Team Technipes #inEmiliaRomagna | Work Service-Vitalcare-Dynatek | Work Service-Vitalcare-Dynatek | Work Service-Vitalcare-Dynatek |                        |                        |                        |
| N°                              | Ciclista                        | Clas.                           | N°                             | Ciclista                       | Clas.                          |                        |                        |                        |
| 211                             | Emanuele Ansaloni               | R                               | 221                            | Giacomo Garavaglia             | R                              |                        |                        |                        |
| 212                             | Luca Cavallo                    | R                               | 222                            | Lorenzo Ginestra               | R                              |                        |                        |                        |
| 213                             | Nicolò Garibbo                  | 27°                             | 223                            | Immanuel D'Aniello             | R                              |                        |                        |                        |
| 214                             | Ludovico Crescioli              | 30°                             | 224                            | Tommaso Bambagioni             | R                              |                        |                        |                        |
| 215                             | Andrea Innocenti                | R                               | 225                            | Jacopo Gioia                   | R                              |                        |                        |                        |
| 216                             | Tommaso Alunni                  | R                               | 226                            | Pierelis Belletta              | R                              |                        |                        |                        |
| 217                             | Andrea Sergiampietri            | R                               | 227                            | Christian Danilo Pase          | R                              |                        |                        |                        |